# Виндаль, Клод
Клод Виндаль (фр. Claude Windal; род. 2 ноября 1939, Динар) — французский хоккеист на траве, полевой игрок. Участник летних Олимпийских игр 1960 и 1968 годов.

## Биография
Клод Виндаль родился 2 ноября 1939 года во французском городе Динар.
Начал заниматься хоккеем на траве в 1959 году в клубе «Сюси-на-Бри».
Играл за парижский ЮАИ, в составе которого трижды становился чемпионом Франции (1958, 1962—1963).
13 сентября 1958 года дебютировал в сборной Франции.
В 1960 году вошёл в состав сборной Франции по хоккею на траве на летних Олимпийских играх в Риме, занявшей 10-е место. Играл в поле, провёл 5 матчей, забил 1 мяч в ворота сборной Италии.
В январе 1965 года участвовал в выездной серии из 11 матчей против сборной Индии, в которой французы впервые победили индийских хоккеистов.
В 1968 году вошёл в состав сборной Франции по хоккею на траве на летних Олимпийских играх в Мехико, занявшей 10-е место. Играл в поле, провёл 8 матчей, мячей не забивал.
В течение карьеры провёл за сборную Франции 84 матча.
Впоследствии занимался тренерской и методической работой. В 1968 году в соавторстве написал книгу «Хоккей на траве. Техника, игра и тренировки». В 2000 году Национальный институт спорта и физического воспитания выпустил серию из трёх видеокассет об истории французского хоккея на траве «Основы хоккея», в которой Виндаль выступил в роли рассказчика.
В 1969—1982 годах был техническим исполнительным директором и национальным техническим директором Федерации хоккея на траве Франции.

## Семья
Старший брат — Жан-Пьер Виндаль (1936—2009), французский хоккеист на траве. В 1960 году участвовал в летних Олимпийских играх в Риме.
Жена выступала за женскую сборную Франции по хоккею на траве.